# Česká šachová extraliga 2017/2018
Česká šachová extraliga 2017/18 byla nejvyšší šachovou soutěží v sezoně 2017/18 v Česku. Zúčastnilo se 12 družstev, přičemž nováčky byly Zikuda Turnov, který se vrátil po jedné sezóně v první lize a Moravská Slavia Brno, jež se do extraligy probojovala poprvé.
Prvních osm kol bylo odehráno formou dvoukol v sobotu a v neděli, kdy vždy 6 družstev hrálo toto dvoukolo doma a šest venku. Tato dvoukola se odehrála v termínech 18./19. listopadu 2017, 2./3. prosince 2017, 13./14. ledna 2018 a 10./11. února 2018. V těchto čtyřech dvoukolech každý celek hrál dva víkendy doma a dva venku, ale domácí celek v zápisu utkání neodpovídá vždy celku, který utkání skutečně hostil. Všechna utkání závěrečných tří kol byla odehrána od pátku 6. dubna 2018 do neděle 8. dubna 2018 v Brně.
Podeváté v řadě a podesáté celkem zvítězil 1. Novoborský ŠK, přičemž vyhrál všech 11 zápasů, což se mu povedlo počtvrté v historii. 2. místo zopakoval tým Výstaviště Lysá nad Labem, když tentokrát musel toto umístění bránit až do posledního kola před čtveřicí pronásledovatelů. Na 3. místo dosáhl tým Zikuda Turnov, což pro něj byla první medaile v historii. Z extraligy sestoupil nováček ŠK města Lysá nad Labem a Tatran Litovel.

## Konečná tabulka
| Poř. | Tým                       | Z  | V  | R | P  | BZ | BP   | VP |
| ---- | ------------------------- | -- | -- | - | -- | -- | ---- | -- |
| 1.   | 1. Novoborský ŠK (EP)     | 11 | 11 | 0 | 0  | 33 | 69,0 | 52 |
| 2.   | Výstaviště Lysá nad Labem | 11 | 7  | 1 | 3  | 22 | 53,5 | 28 |
| 3.   | ŠK Zikuda Turnov (N)      | 11 | 7  | 1 | 3  | 22 | 49,5 | 24 |
| 4.   | Labortech Ostrava         | 11 | 7  | 0 | 4  | 21 | 49,5 | 24 |
| 5.   | ŠK Slavoj Poruba          | 11 | 7  | 0 | 4  | 21 | 48,0 | 24 |
| 6.   | ŠK Rapid Pardubice        | 11 | 6  | 1 | 4  | 19 | 51,0 | 27 |
| 7.   | BŠŠ Frýdek-Místek         | 11 | 4  | 2 | 5  | 14 | 41,5 | 18 |
| 8.   | Moravská Slavia Brno (N)  | 11 | 4  | 1 | 6  | 13 | 40,0 | 20 |
| 9.   | Unichess                  | 11 | 3  | 2 | 6  | 11 | 40,0 | 19 |
| 10.  | ŠK Duras BVK Královo Pole | 11 | 3  | 1 | 7  | 10 | 40,5 | 20 |
| 11.  | ŠK města Lysá nad Labem   | 11 | 2  | 1 | 8  | 7  | 32,5 | 15 |
| 12.  | Tatran Litovel            | 11 | 0  | 0 | 11 | 0  | 13,0 | 2  |